# بي إم بي-3

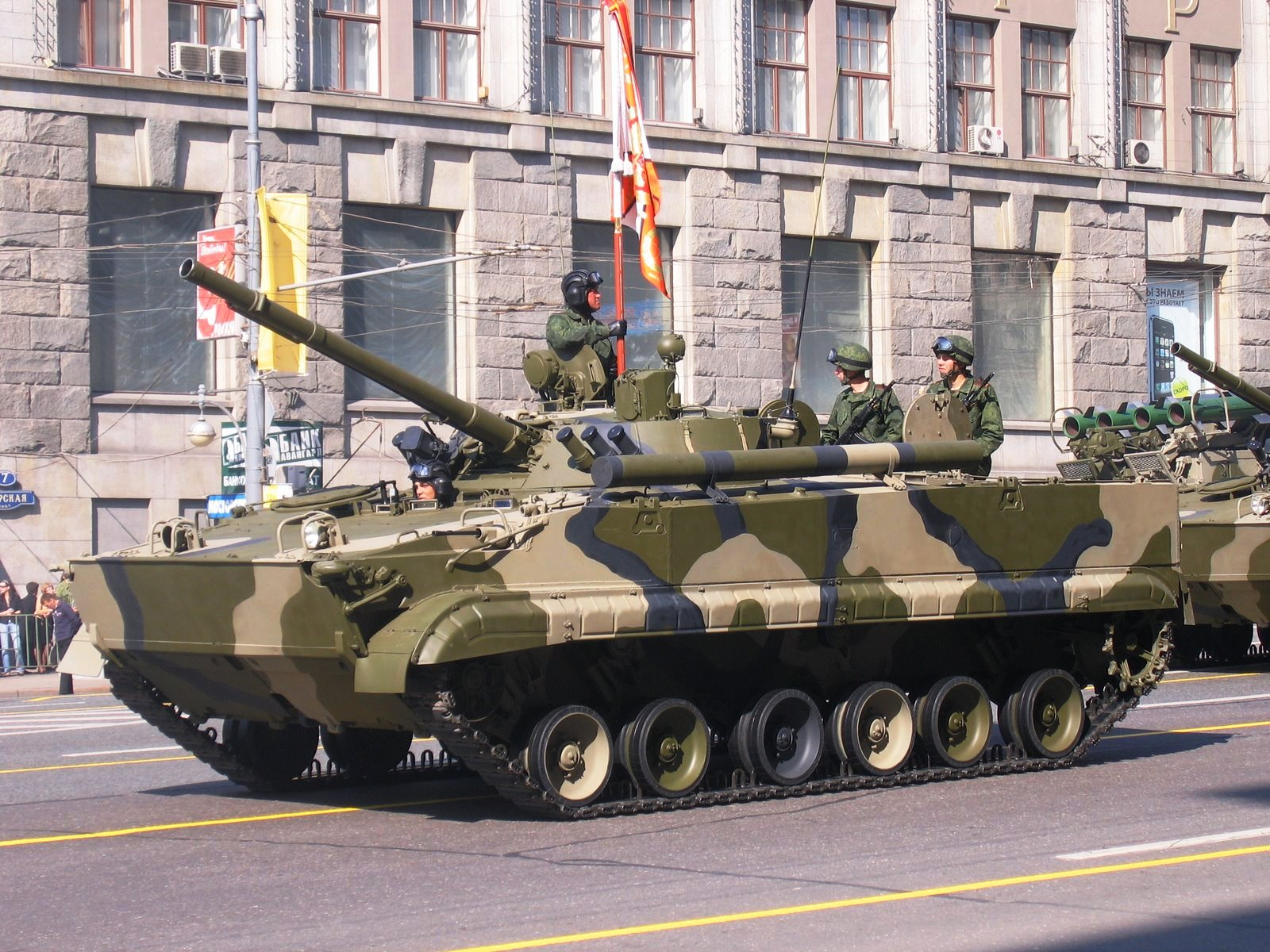
بي إم بي-3

بي إم بي-3 (بالروسية: БМП-3; بالأحرف اللاتينية: Bmp-3) هي مركبة قتالية مدرعة روسية تعد من أحدث العربات من هذا النوع في الترسانة الروسية(السوفيتية-سابقا). تم تطويرها في بداية الثمانينات، حتى عام 1987 حيث ظهرت في صفوف القوات المدرعة السوفيتية.

## التسليح
يعتبر تسلح هذه الناقلة فريد من نوعه، حيث سُلحت بمدفع عيار 100 ملم طور ليعمل مع أنظمة توجيه إلكترونية معتمدة على مقياس مسافات ليزري وأجهزة تصوير حراري بصوره تلفازية ونظام shtora-1 الفريد للتشويش الصوري (حيث يطلق حزمة من أشعة التحت الحمراء ترسم جدار أمام أجهزة رؤية المدرعات المعادية) وأخيرا تم أضافة نظام Arena (صورة رقم 2) المضاد للصواريخ الموجهة (المضادة للدبابات). أضافة لهذا المدفع، تم تركيب مدفع رشاش من عيار (30 ملم) بصور متوازية للمدفع (100 ملم) محمل على نفس القاعدة لهذا المدفع. إضافة إلى مدفعين رشاش من عيار (7.62 ملم) موجودة على الجوانب الأمامية للمدرعة.

## التطوير
استمر التطوير والتحديث حيث شمل زيادة ألواح التدريع وأضافة دروع تفاعلية من الجيل الرابع لتوفر أعلى درجات الأمان لطاقم المدرعة. أما بالنسبة لوحدة الطاقة، فلقد تم تحميل محرك يعمل بوقود الديزل بقوة (860 حصان)، وناقل سرعة تلقائي لزيادة المناورة والسلاسة في الحركة بالتالي زيادة النجاة المدرعة وزيادة دقة الإصابة لهذه المدرعة أثناء الحركة.
تعد بي أم بي ديريفاتسيا نسخة أكتر تطورا من عربة بي أم بي–3.

## مواصفات فنية تكتيكية
- طاقم العربة 3 أفراد بالإضافة إلى 7 أفراد للمشاة
- طول العربة 7.2 م
- عرض العربة 3.23 م
- المسافة بين سطح الأرض وقاع العربة 450 مم
- أسلحة العربة مدفع عيار 100 مم، ومدفع آلي عيار 30 مم ورشاش عيار 7.62 مم وصواريخ موجهة مضادة للدبابات
- قدرة المحرك القصوى 450 – 500 حصان
- سرعة العربة 70 كم في الساعة
- السرعة على سطح الماء 10 كم في الساعة
- احتياط الحركة 600 كم

## المستخدمون

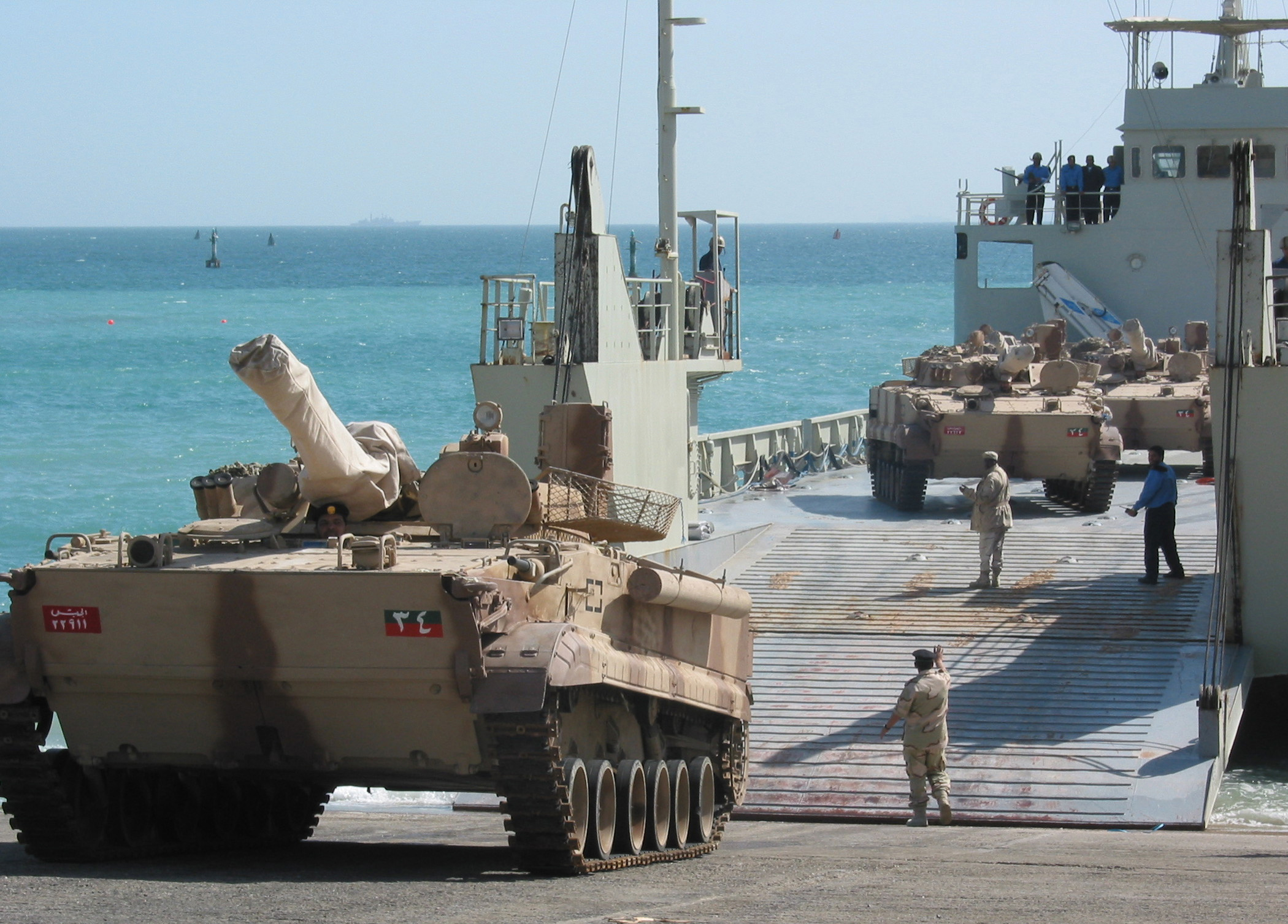
بي إم بي-3 إماراتية

تستخدم المدرعة من قبل الجيش الروسي وبعض الدول التي لا تزال تربطها علاقات دفاعية مع روسيا الأتحادية.
- روسيا - 693
- الإمارات العربية المتحدة - 652
- الكويت - 120[1]
- كوريا الجنوبية - 70
- قبرص - 43
- السعودية- 283
- العراق - [2] 300[3]